# Token ring
Token Ring – metoda tworzenia sieci LAN opracowana przez firmę IBM w latach 70., dziś wypierana przez technologię Ethernetu. Szybkość przesyłania informacji w sieciach Token Ring wynosi 4 lub 16 Mb/s.

Schemat sieci Token Ring

W oryginalnej IBM-owskiej sieci Token-Ring stacje robocze podłącza się bezpośrednio do urządzeń MAU (ang. Multistation Access Unit), które z kolei łączy się ze sobą tak, by tworzyły jeden duży pierścień. Pojedyncze MAU też było spięte samo ze sobą (kabel łączył pierwszy port Ring In i ostatni port Ring Out). MAU pracowało bez własnego zasilacza – energię czerpało ze stacji podłączonych do sieci.
Topologia fizyczna: dowolna, np. pierścień
Topologia logiczna: przekazywania żetonu
Wykorzystuje technikę przekazywania tzw. „żetonu” (ang. token passing), stosowaną również w technologii FDDI. Stacja, która ma wiadomość do nadania, czeka na wolny żeton. Kiedy go otrzyma, zmienia go na żeton zajęty i wysyła go do sieci, a zaraz za nim blok danych zwany ramką (frame). Ramka zawiera część komunikatu (lub cały komunikat), który miała wysłać stacja. Zastosowanie systemu sterowania dostępem do nośnika za pomocą przekazywania żetonu zapobiega wzajemnemu zakłócaniu się przesyłanych wiadomości i gwarantuje, że w danej chwili tylko jedna stacja może nadawać dane.

## Struktura ramkiToken Ring
Urządzenia Token Ringu nie mogą nadawać niczego bez tokenu. Podstawowy token służy dwóm celom:
- Jest używany do przyznawania przywilejów dostępu.
- Podstawowa ramka tokenu jest przekształcana w nagłówki rozmaitych, specjalizowanych ramek.

Token Ring obsługuje następujące rodzaje ramek:
- Ramkę Token,
- Ramkę danych,
- Ramkę danych LLC,
- Ramki zarządzania MAC,
- Ramkę przerwania.

### Ramka Token
Token Ring IEEE 802.5 wykorzystuje do sterowania dostępem do nośnika specjalną sekwencję bitów, znaną jako token. Token zawiera następujące pola: Ogranicznik Początku, Sterowanie Dostępem i Ogranicznik Końca. Każde pole ma długość 1 oktetu (8 bitów). Ramka ta jest przekazywana od urządzenia do urządzenia i przydziela prawa transmisji urządzeniom w pierścieniu. Ponieważ istnieje tylko jedna ramka Token, w danym momencie tylko jedna stacja może nadawać, czy też podejmować próbę nadawania.
Pole sterowania dostępem jest kluczowym polem tokenu i zawiera:
- 3-bitowe pole Priorytet
- 1-bitowe pole Token
- 1-bitowe pole Monitor
- 3-bitowe pole żądanie priorytetu

Pole bitowe Priorytet wskazuje priorytet samego tokenu. Może przyjmować wartość z zakresu od 000b do 111b i jest ustawiane przez nadającą stację. Nie może być zmieniane przez inne stacje. Tylko stacje o priorytecie równym lub wyższym niż wartość tego pola mogą je modyfikować. Bit Token jest bitem, którym należy manipulować, aby zmienić token w sekwencję początku ramki.

### Ramka danych
Minimalna długość ramki danych w sieci Token Ring wynosi 21 oktetów. Rozmiar maksymalny zależy od prędkości sygnału w pierścieniu. Czas potrzebny na przesłanie ramki musi być mniejszy niż ustalony czas przetrzymywania tokenu. Czas ten jest domyślnie ustawiany na 10 milisekund. W Token Ringu pracującym z szybkością 4 Mbps daje to maksymalną długość ramki danych równą 4500 oktetów. Przy szybkości 16 Mbps ramki danych mogą mieć długość do 18000 oktetów.

### Ramki zarządzania MAC
Protokół Token Ring IEEE 802.5 ustanawia czterech agentów zarządzania siecią (ang. NMA – Network Management Agents). Agenci przebywają w każdej stacji Token Ringu i są wykorzystywani w zwykłych czynnościach zarządzania pierścieniem. Agentami tymi są:
- monitory: aktywny (ang. AM – Active Monitor) lub oczekujący (ang. SM Standby Monitor)
- monitor błędów pierścienia (ang. REM – Ring Error Monitor)
- serwer raportu konfiguracji (ang. CRS – Configuration Report Server)
- serwer parametrów pierścienia (ang. RPS – Ring Parameter Server)

Każda ramka MAC wykonuje określoną funkcję zarządzania siecią. Oto niektóre z tych funkcji:
- lobe test (test podłączenia stacji końcowej),
- inicjalizacja pierścienia,
- czyszczenie pierścienia,
- token zgłoszenia,
- różne funkcje monitora aktywnego.

### Ramka przerwania
Ramka przerwania zawiera wyłącznie pola ograniczników początku i końca ramki. Choć z powodu braku danych i adresów taka struktura może wydawać się bezużyteczna, to ramka przerwania znajduje zastosowanie – jest wykorzystywana do natychmiastowego zakończenia transmisji.

### Sekwencja wypełniania
Nie posiada ona ograniczników początku i końca. Jest po prostu dowolnym ciągiem zer i jedynek.

## Funkcjonowanie sieciToken Ring
Przegląd różnych struktur ramek Token Ringu powinien pokazać, że jest to dość złożona i bardzo solidna architektura sieci LAN. Szybki przegląd mechaniki jego działania powinien stworzyć odpowiednie tło dla szczegółowej analizy fizycznych i logicznych komponentów Token Ringu. Token Ring wykorzystuje token do przydzielania dostępu do nośnika. Tokeny są rozpoznawane i obsługiwane przez wszystkie stacje pracujące w sieci. Token może być tylko jeden i tylko jego posiadacz może nadawać. Token jest przekazywany od stacji do stacji w określonej kolejności i tylko w jednym kierunku. Ponieważ pierścień nie ma jasno
zdefiniowanego początku i końca, token po prostu ciągle po nim krąży. Mechanizm ten znany jest jako wywoływanie metodą okrężną lub inaczej metodą round-robin. Każda stacja, która otrzyma token i chce nadawać, może przekształcić jego strukturę bitową w sekwencję początku ramki (ang. SOF – Start of Frame). Token służy więc do utworzenia ramki danych. Nadająca stacja zmienia sekwencję SOF, dodaje potrzebne dane, adresuje je i umieszcza z powrotem w sieci. Jeśli stacja nie chce nadawać, może po prostu z powrotem umieścić token w sieci – wtedy otrzyma go kolejna stacja. Gdy ramka dotrze do miejsca przeznaczenia, urządzenie odbierające nie wyciąga ramki z sieci, lecz po prostu kopiuje jej zawartość do bufora w celu dalszego wewnętrznego przetwarzania. W oryginalnej ramce zmieniany jest bit pola sterowania dostępem, co informuje nadawcę, że ramka została odebrana. Potem ramka kontynuuje swoją podróż przez pierścień, dopóki nie powróci do urządzenia, które ją wysłało. Gdy urządzenie ją odbierze, uznaje się, że transmisja zakończyła się sukcesem; zawartość ramki jest kasowana, a sama ramka jest z powrotem przekształcana w token.

## Standard IEEE 802.5 – IBM Token Ring
- Metoda usuwania ramek: Source Removal
- Metoda generowania znacznika: Single Token (opcjonalnie – Multiple Token)
- Szybkość transmisji 4Mbit/s lub 16Mbit/s
- Maksymalna długość ramki: 4500B (4Mbit/s) lub 18000 (16Mbit/s)
- Medium transmisyjne: skrętka nieekranowana, skrętka ekranowana, światłowód
- Kod transmisyjny: bifazowy ze znakami załamań kodowych J i K
- Maksymalna liczba stacji: 256 (ograniczona możliwością zapewnienia synchronizacji)
- Automatyczna rekonfiguracja i izolowanie stacji uszkodzonych
- Stacja Monitor: wybierana automatycznie w procesie elekcji lidera
- Możliwość stosowania ośmiu poziomów priorytetu transmisji

## Sieci Token Ring
Znacznik:
| SD      | AC     | ED      |
| 8 bitów | 1 bajt | 8 bitów |

Ramka:
| SD      | AC      | FC     | DA       | SA       | Data            | FCS     | ED      | FS     |
| 8 bitów | 8 bitów | 1 bajt | 6 bajtów | 6 bajtów | 0 – 4500 bajtów | 4 bajty | 8 bitów | 1 bajt |

SD – Start Delimiter (Flaga początku)
AC – Access Control (Pole sterujące)
| P | P | P | T | M | R | R | R |

- P – Priority
- R – Request
- T – Token (0 oznacza, że token jest wolny), jest to pierwszy bit jaki stacja może zmienić
- M – Monitor (0 oznacza, że Monitor nie widział jeszcze ramki)

- FC – Frame Control
- DA – Destination Address (Adres stacji docelowej)
- SA – Source Address (Adres stacji źródłowej)
- FCS – Frame Check Sequence
- ED – End Delimiter
- FS – Frame Status

| A | C | X | X | A | C | X | X |

- A – Address – oznacza, że stacja docelowa pracuje poprawnie
- C – Copy – oznacza, że ramka została poprawnie skopiowana

## Zasady generowania wolnego tokena

### Single Frame
Zasada pojedynczej ramki. Stacja oczekuje na odebranie całej swojej ramki, dopiero potem uwalnia token. Metoda stosowana, gdy długość ramki jest znacznie większa od długości bitowej pierścienia.

### Single Token
Zasada pojedynczego tokena. Stacja oczekuje jedynie na odebranie początku własnej ramki (SD, AC, FC, DA, SA). Po odebraniu początku własnej ramki stacja generuje wolny token. W stan retransmisji przełącza się po odebraniu końca swojej ramki. W pierścieniu przebywa zawsze jeden token (wolny lub zajęty).

### Multiple Token
Stacja po zakończeniu transmisji natychmiast generuje wolny token. Metoda stosowana dla bardzo długich sieci. Podobnie jak w pozostałych metodach stacja przełącza się w stan retransmisji dopiero po odebraniu końca własnej ramki.

## Sprzęt
Token Ring używa podstawowego zestawu komponentów sprzętowych, z których można zbudować wiele topologii obsługujących dostęp do nośnika za pomocą przekazywania tokenu. Oprócz niezbędnych kart sieciowych (NIC), do komponentów sprzętowych zalicza się:
- kabel dalekosiężny,
- kabel stacji końcowej,
- jednostki dostępu do stacji wieloterminalowej,
- jednostkę sprzęgania dalekosiężnego.

### Kabel dalekosiężny
Kabel dalekosiężny stanowi szkielet sieci Token Ring. Jest to kabel łączący ze sobą wszystkie koncentratory (czyli „jednostki dostępu do stacji wieloterminalowej” – w języku Token Ringu).
Może to być kabel światłowodowy albo skrętka dwużyłowa, ekranowana lub nieekranowana. Skrętka dwużyłowa oferuje dodatkową korzyść: zapewnia rezerwową ścieżkę transmisji. Połączenie osiąga się, wykorzystując jedną parę; pozostałe pary w kablu UTP nie są używane.

### Kabel stacji końcowej
Kable stacji końcowych używane są do przyłączania pojedynczych stacji do portu w koncentratorze. Podobnie jak w przypadku kabli dalekosiężnych, mogą to być światłowody lub skrętki dwużyłowe (ekranowane lub nie).

### Jednostki dostępu do stacji wieloterminalowej
Urządzenie służące zarówno jako wzmacniak, jak i punkt dostępu dla wielu stacji (innymi słowy koncentrator), znane jest jako jednostka dostępu do stacji wieloterminalowej (ang. MSAU – Multi-Station Access Unit). Urządzenia te, jak większość koncentratorów, mogą być łączone ze sobą, aby utworzyć większą sieć. Tak jak w przypadku koncentratorów w sieci Ethernet, należy uważać, żeby nie połączyć ze sobą dwóch portów urządzeń komunikacyjnych DCE. Jednostki MSAU posiadają porty oznaczone jako Ring In (RI) i Ring Out (RO). Oczywistym powinno być, że porty RI obsługują połączenia przychodzące: są to porty DCE. Porty RO są łączone z portami RI innych koncentratorów: są to porty terminali DTE. Próba połączenia ze sobą dwóch jednostek MSAU poprzez łączenie ich portów RI lub RO (RI z RI lub RO z RO) nie powiedzie się, chyba że zastosuje się kabel skrośny. Typowy koncentrator (MSAU) ma od 8 do 24 portów RI i/lub RO. Bardziej formalnie porty te są nazywane jednostkami sprzęgania dalekosiężnego lub inaczej jednostkami TCU (ang. Trunk Coupling Units).

### Jednostki sprzęgania dalekosiężnego
TCU to porty fizyczne oraz układy elektroniczne i logiczne pomagające tym portom obsługiwać połączenia z innymi stacjami i koncentratorami. Porty TCU posiadają inteligentne układy elektroniczne, pozwalające na przyłączanie i odłączanie stacji do i od pierścienia. Umożliwia to dynamiczne i automatyczne zarządzanie elementami pierścienia. Stacje, które nie są aktywne z jakiegokolwiek powodu, nie są faktycznie odłączane od sieci Token Ring. Zamiast tego TCU rozpoznaje stan nieaktywny stacji i omija ją (elektrycznie), kiedy przekazuje tokeny i ramki przez pierścień.

## Aktualne wersje Token Ringu
| Lp. | Szybkość transmisji [Mb/s] | 4                    | 16                   | 100      | 100        |
| --- | -------------------------- | -------------------- | -------------------- | -------- | ---------- |
| 1.  | Medium transmisyjne        | UTP, STP, światłowód | UTP, STP, światłowód | UTP, STP | światłowód |
| 2.  | Kod transmisyjny           | Różnicowy Manchester | Różnicowy Manchester | MLT-3    | 4B5B       |
| 3.  | Maks. dł. ramki [oktety]   | 4550                 | 18200                | 18200    | 18200      |
| 4.  | Dostęp                     | TP lub DTR           | TP lub DTR           | DTR      | DTR        |

TP – token passing access control
DTR – dedicated token ring